# Вендрі-сюр-Тюрдін
Вендрі-сюр-Тюрдін (фр. Vindry-sur-Turdine) — муніципалітет у Франції, у регіоні Овернь-Рона-Альпи, департамент Рона. Вендрі-сюр-Тюрдін утворено 1 січня 2019 року шляхом злиття муніципалітетів Дарезе, Лез-Ольм, Поншарра-сюр-Тюрдін i Сен-Лу. Адміністративним центром муніципалітету є Поншарра-сюр-Тюрдін. Населення — 5282 особи (01.01.2021).